# Alois Niederalt

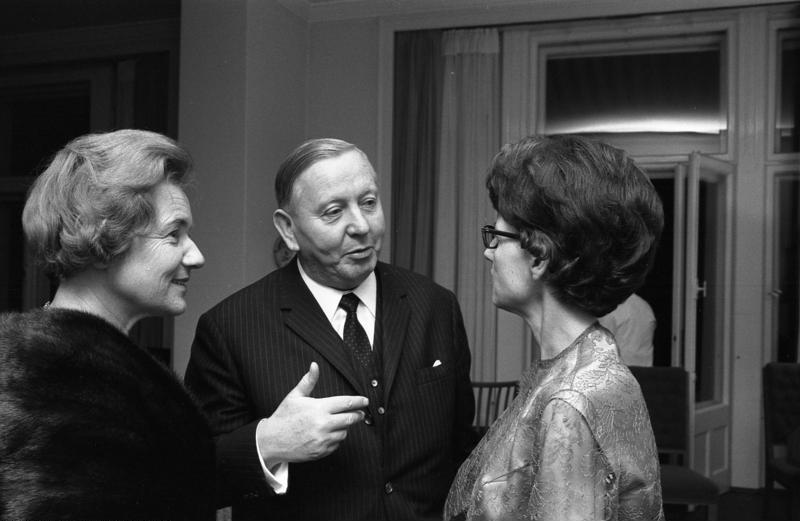
Alois Niederalt (1966)

Alois Niederalt (* 10. April 1911 in Niedermurach/Oberpfalz; † 16. Juli 2004 in München) war ein deutscher Politiker (CSU).
Er war von 1962 bis 1966 Bundesminister für Angelegenheiten des Bundesrates und der Länder.

## Ausbildung und Beruf
Nach dem Abitur 1930 absolvierte Niederalt, der römisch-katholischen Glaubens war, ein Studium der Rechts- und Staatswissenschaften in München, das er 1935 mit der Ersten Juristischen Staatsprüfung abschloss. Nach dem Referendariat und der Großen Juristischen Staatsprüfung trat er 1939 als Regierungsassessor in den Staatsdienst beim Landratsamt Wolfratshausen ein. Es folgte dann die Ernennung zum Regierungsrat. 1939 wurde er Leiter der Landratsaußenstelle und staatlicher Badkommissär in Bad Reichenhall. Von 1942 bis 1945 nahm er als Soldat, zuletzt als Leutnant der Reserve, am Zweiten Weltkrieg teil. Nach dem Krieg war er von 1947 bis 1949 als Regierungsrat in Laufen und in Traunstein tätig. Von 1949 bis 1953 arbeitete er dann als Stellvertreter des Bayerischen Bevollmächtigten bei der Vertretung des Freistaates Bayern beim Bund in Bonn.
Niederalt war Mitglied der katholischen Studentenverbindung K.St.V. Isaria Freising im KV.

## Partei
Am 5. Juli 1937 beantragte Niederalt die Aufnahme in die NSDAP und wurde rückwirkend zum 1. Mai desselben Jahres aufgenommen (Mitgliedsnummer 5.019.358). Seit 1953 war Niederalt Mitglied der CSU.

## Abgeordneter
Von 1953 bis 1969 war Niederalt Mitglied des Deutschen Bundestages. Er vertrat zuerst den Wahlkreis Cham und seit der Wahl 1965 den Wahlkreis Burglengenfeld im Parlament. 1961/62 war er stellvertretender Vorsitzender der CSU-Landesgruppe. Niederalt ging in die Geschichte des Deutschen Bundestages ein, weil am 5. Februar 1954 Max Becker an ihn die erste Zwischenfrage überhaupt stellte.

## Öffentliche Ämter
Am 13. Dezember 1962 wurde er als Bundesminister für Angelegenheiten des Bundesrates und der Länder in die von Bundeskanzler Konrad Adenauer geführte Bundesregierung berufen. Dieses Amt behielt er auch unter Bundeskanzler Ludwig Erhard. Nach dem Bruch der Koalition mit der FDP schied Niederalt als Gegner einer Großen Koalition am 30. November 1966 aus der Bundesregierung aus. Vom 8. Januar 1963 bis zu seinem Ausscheiden aus dem Regierungsamt war er Vertreter des Kabinetts im Ältestenrat des Bundestages.

## Ehrungen
- 1961: Bayerischer Verdienstorden
- 1963: Ehrenbürger von Neunburg vorm Wald
- 1967: Großkreuz des Verdienstordens der Bundesrepublik Deutschland